# Szűcs György (vállalkozó)
Szűcs György (Szentes, 1986. január 15. -) vállalkozó, előadó művész és raszta mester.

## Élete
Édesapja Szűcs György László, édesanyja Somogyi Lídia. A szentesi Szent Erzsébet Katolikus Általános Iskolába jár, majd a csongrádi Sághy Mihály Szakközépiskola informatika szakára jár, ott is érettségizik 2004-ben. 2005-ben egyéni tanrenden elvégzi a két éves Rendszer Informatikus OKJ képzést. 
Majd 2005-től átköltözik Szegedre. A Szegedi Tudományegyetem Természettudományi Karának Programozó Matematikus szakára jár, melyet végül nem fejezett be. A Szegedi Tudományegyetem Bölcsésztudományi Karának filozófia szakán Adam Smithet érintő gazdaság filozófiából írta szakdolgozatát. A Gondolatok Magazin alapítója és írója, mely populáris formában írt bölcsész cikkeket tett közzé 2010 és 2016 között.
Szintén a Szegedi Tudományegyetem Gazdasági Karán folytatott tanulmányokat Gazdálkodás és Menedzsment alap szakon, ahol a szakdolgozati témája online marketing. Majd ugyanezen intézményben Vállalkozásfejlesztés mester képzést is elvégezte a mesterséges intelligencia marketingben való alkalmazása témájú diploma dolgozattal. Az egyetemen író a kar gazdasági lapjánál a KözGázolónál.
2013-2015 között író a KKVHáz gazdasági magazinnál, ugyanitt a Csongrád Megyei Vállalkozói részleg vezetője.  2016-ban és 2017-ben Edinburghban (Skóciában) él, majd haza költözik.

## Előadóművészeti pályafutása

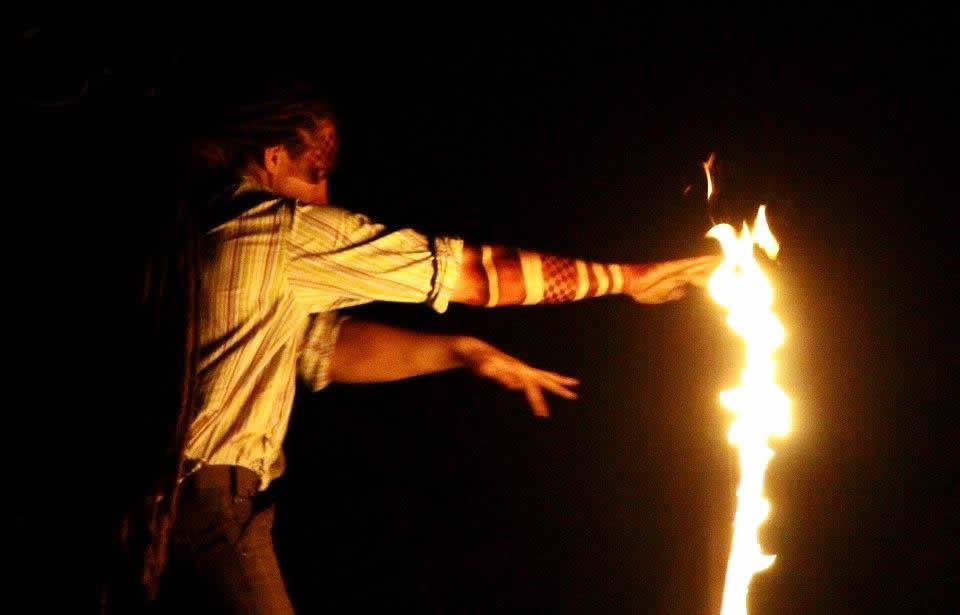
Tűzzsonglőr show közben

2007-tól kezdve a zsonglőrködés foglalkoztatja, a Flames Of Szentes csapat egyik alapítója és tagja ettől az évtől kezdődően. Országos előadások sorozatát követően kiválik a Flames Of Szentesből, és megalapítja a Hestia Tűzzsonglőr Csoportot két társával. Amely társulás 2009-től kezdődően Hestia Tűz és Fény Show Kft. formájában lesz "hivatalos". Szűcs az ügyvezető igazgatója a Kft-nek. A műsorok koreográfiájának csak egy részét rendezi, inkább a belső rendszer kialakításán és a gazdasági forma előre lendítésén dolgozik. 
Több mint tíz fajta, különböző tűzzsonglőr eszközön játszik professzionális szinten. 
Felkéréseket fogadnak el közszolgálati és kereskedelmi televízióktól, városi rendezvényeken és céges eseményeken lehet a Hestia Tűztánccal találkozni. A Sziget Fesztiválon 2009-től kezdve egészen 2017-ig minden évben fő műsor időben lehetett megtekinteni tűztáncos előadásaikat. Külföldi szerepléseikről nem sok hír jelent meg
Előadói stílusát illetően inkább a modern táncos kategóriába illik, mint a klasszikus zsonglőr vagy színházi előadás módhoz. A színpad technikák használatát előszeretettel alkalmazza show műsoraiban, viszont pirotechnikával nem foglalkozik.

## Rasztakészítő tevékenysége
2005-től kezdődően raszta hajakat készít, javít. A mesterség legismertebb képviselője 2015-től kezdődően. A 2012-ben létrehozott raszta Tippek és Tanácsok hozzá köthető, mely országosan megváltoztatta a raszta hajhoz való hozzáállást és szokásokat. 2005 és 2018 között közel 500 rasztát készített, amely azért számít nagy számnak, mivel egy raszta haj elkészítésének ideje 8-20 óra.
A tényleges rasztázást 2021-ben fejezi be, ez után csak a vállalkozáshoz tartozó üzleti tevékenységekben vesz részt.

## Egyéb tevékenységei

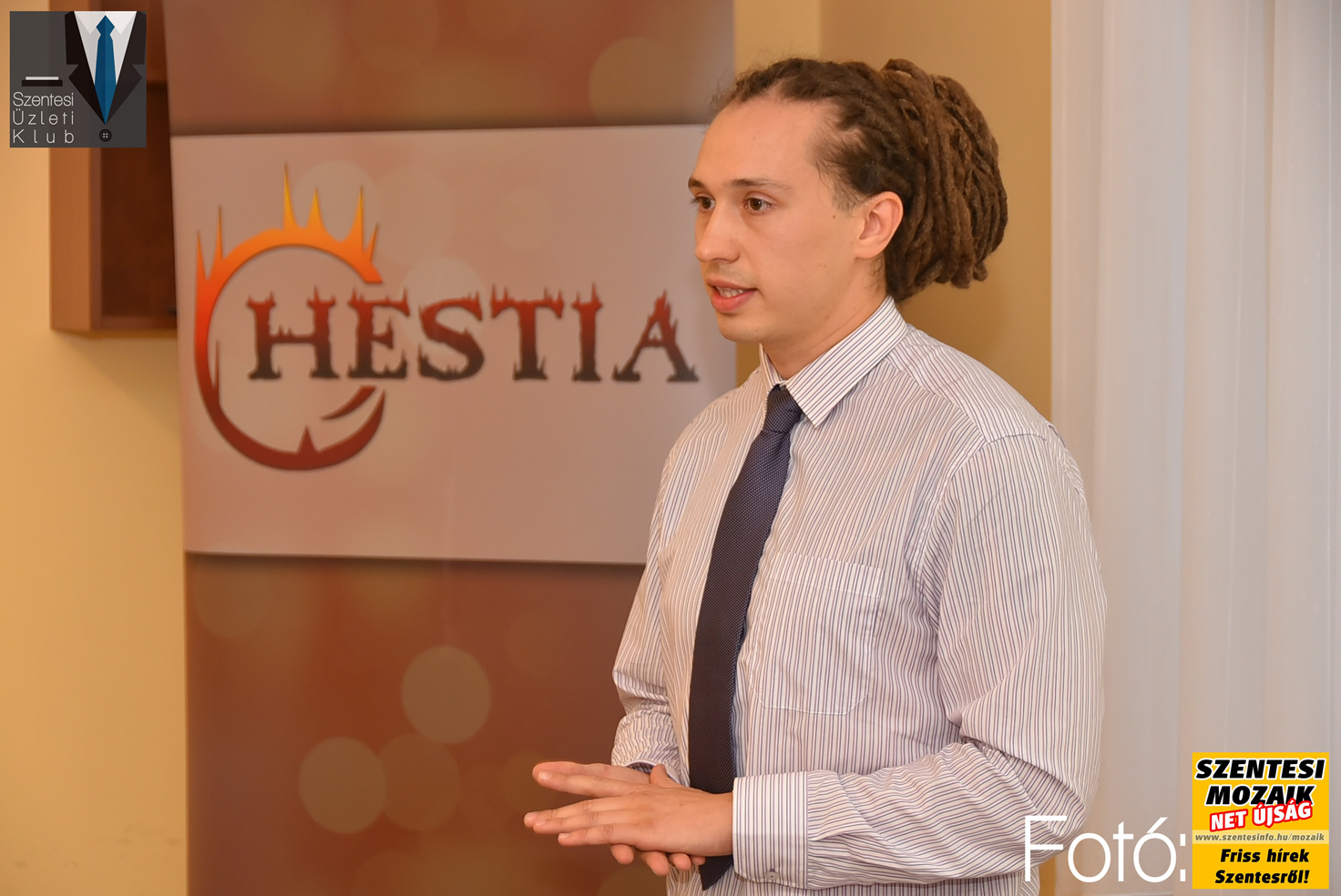
Szentesi Üzleti Klub előadása közben. Fotó: Szentesi Mozaik

### Szentesi Üzleti Klub
A Szentesi Üzleti Klub megalapítója. A 2015-ös klub kezdeményezés Szentes városának kisvállalkozói létének erősítésére, az egymás közti kooperáció erősítésére, motiváció növelésére. A kezdeményezést a Csongrád Megyei Iparkamara és a Vállalkozók Országos Szövetsége is felkarolta.
A Szentesi Üzleti Klub szervezésében gazdasági konferencia is szervezésre került Tripla V konferencia néven.

### Sport egyesületi Elnökségi Tag
2018-tól az NB I.-es szegedi sakk klub, Maróczy Géza Sportegyesület Marketing Kommunikációs Elnöke. A feladati közé tartozik a sport egyesület rendezvényeinek és eseményeinek a népszerűsítése online és offline. Továbbá egyesületi tagok toborzása, szponzorálás, média kapcsolatok. Elkötelezett a sakk mint játék, sport, stratégiai gondolkozás népszerűsítése mellett.